# الحبلة (المسيمير)

تعديل مصدري - تعديل

الحبلة هي إحدى قرى عزلة المسيمير بمديرية المسيمير التابعة لمحافظة لحج، بلغ تعداد سكانها 45 نسمة حسب تعداد اليمن لعام 2004.